# Bambusana
Bambusana är ett släkte av insekter. Bambusana ingår i familjen dvärgstritar.
Kladogram enligt Catalogue of Life:
| Bambusana | \| \| Bambusana bambusae \| \| \| \| \| \| Bambusana jenjouristi \| \| \| \| |
|           | \| \| Bambusana bambusae \| \| \| \| \| \| Bambusana jenjouristi \| \| \| \| |
|           | Bambusana bambusae                                                           |
|           |                                                                              |
|           | Bambusana jenjouristi                                                        |
|           |                                                                              |